# Abri de Cro-Magnon
Koordinaten: 44° 56′ 25″ N, 1° 0′ 35″ O
Der Abri de Cro-Magnon ist eine Halbhöhle am Ortsrand von Les Eyzies-de-Tayac-Sireuil in Frankreich (Département Dordogne), die vor allem als jungpaläolithischer Fundplatz bekannt ist. In dem Abri wurden 1868 die ersten Überreste des Cro-Magnon-Menschen gefunden. Das Kofferwort ist abgeleitet vom okzitanischen cro, „Vertiefung“, „Mulde“ sowie Magnon, dem Familiennamen des ehemaligen Gelände-Besitzers. Seit 1979 ist der Fundplatz als Vézère-Tal: Fundorte und Höhlenmalereien Teil des UNESCO-Welterbes.
Der Geologe Louis Lartet (1840–1899) führte die Ausgrabung durch, nachdem sein Vater Édouard Lartet, der Begründer der paläolithischen Ausgrabungstätigkeit in Frankreich, den Abri inspiziert hatte und fand während der Grabungen 1868 fünf etwa 30.000 Jahre alte menschliche Skelette: Die dreier Männer, einer Frau und eines Säuglings.
Mit der Radiokohlenstoffmethode wurden die Grabbeigaben (Meeresschnecken der Art Littorina littorea) auf 27.680 ± 270 Jahre BP datiert (Beta 157439). Damit datieren sie in die steinzeitliche Kultur des Gravettien.
Nach dem Fundplatz wurden die frühen, aus Afrika nach Europa eingewanderten anatomisch modernen Menschen (Homo sapiens) als Cro-Magnon-Menschen benannt – der Begriff wurde zum Synonym des känozoisch-eiszeitlichen Homo sapiens.

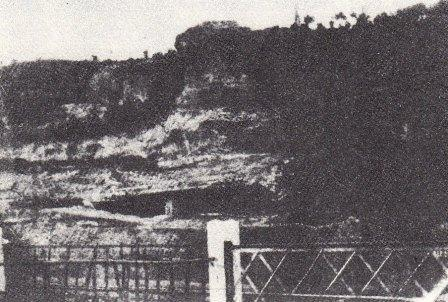
Blick auf den Felsen mit der Halbhöhle (1869)
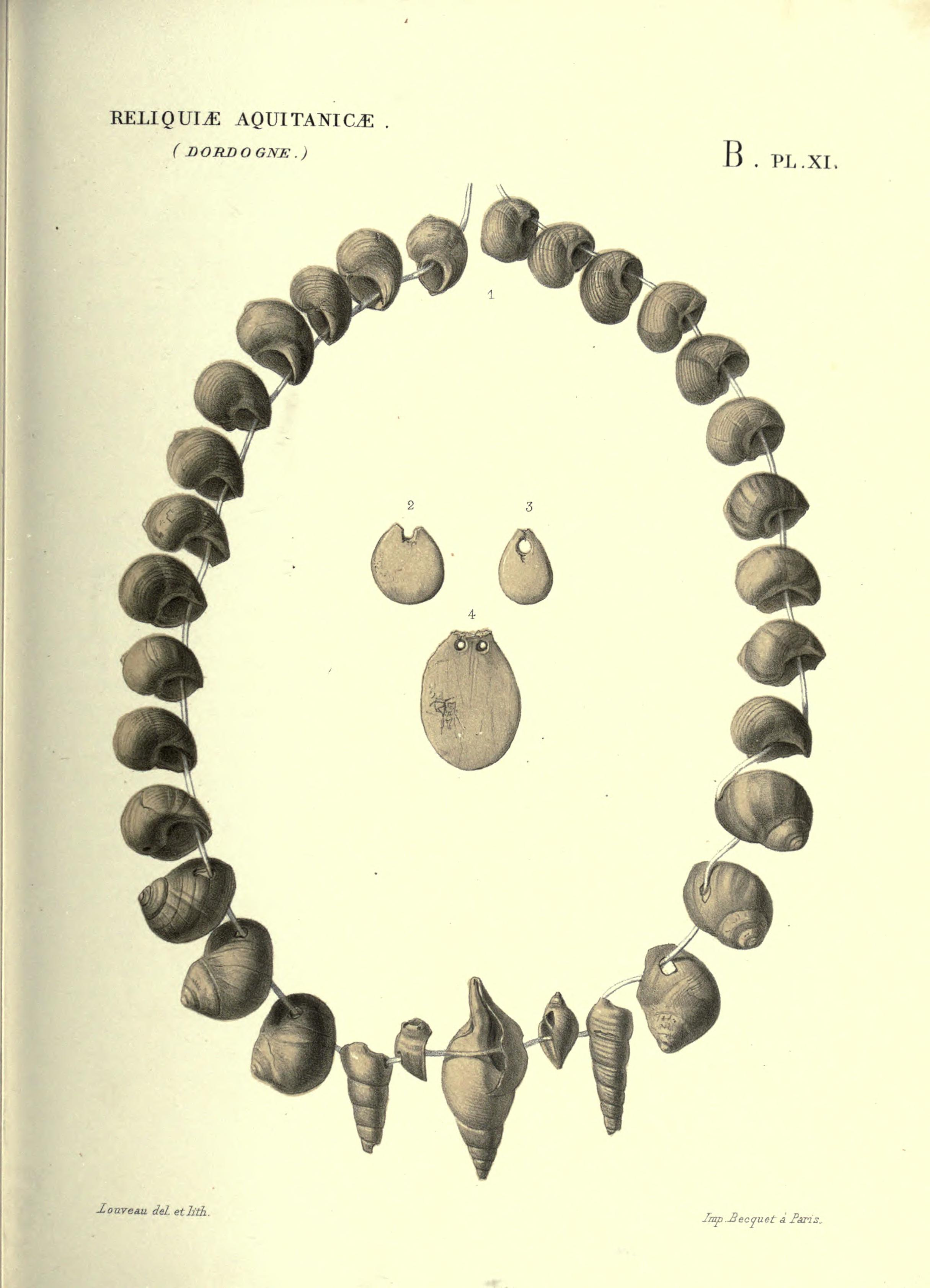
Halsschmuck von der Fundstelle (aus Muschel- und Schneckengehäusen)
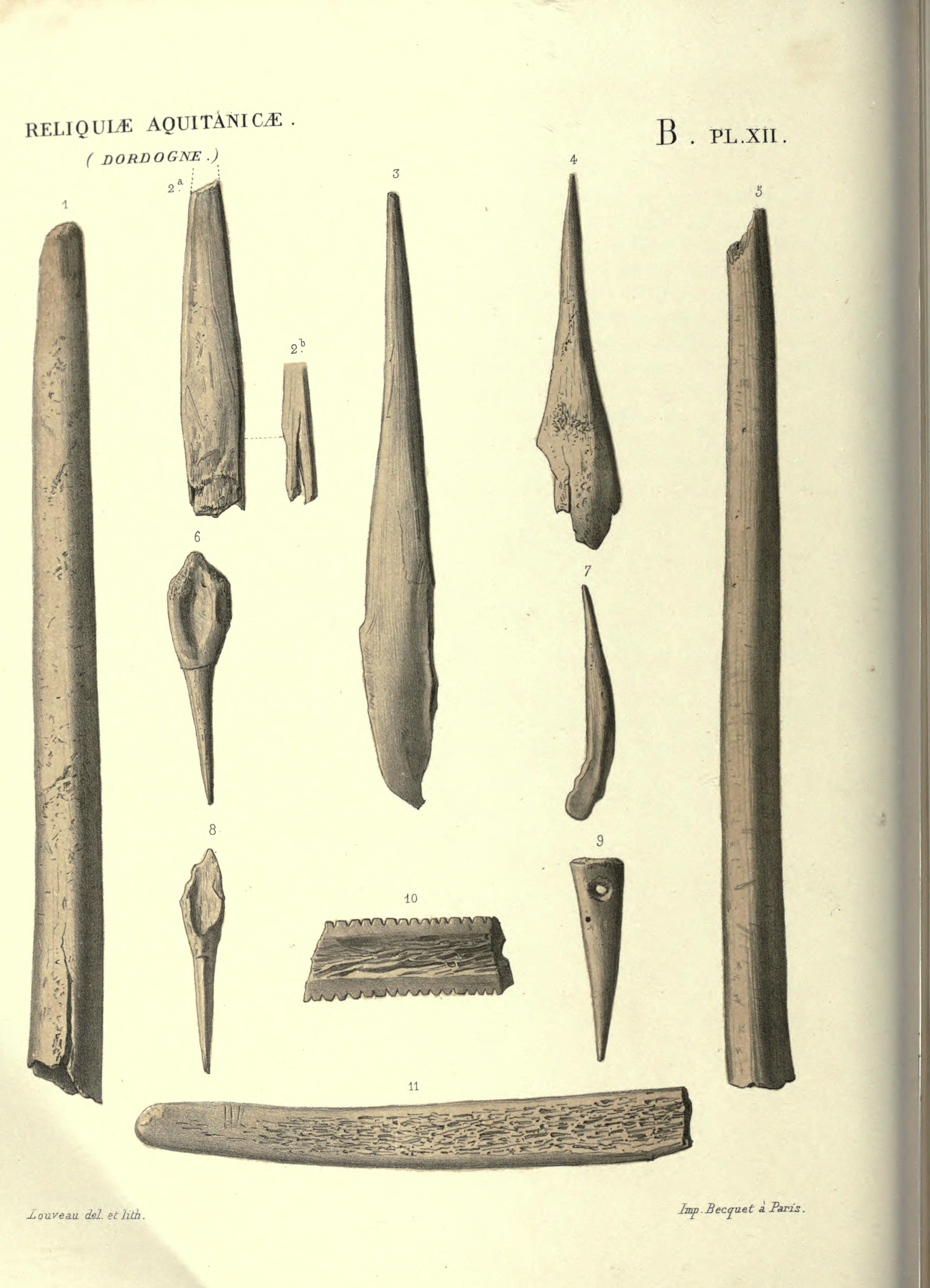
Fundstücke: Pfeilspitzen, Ahlen, Bodkin-Spitzen (hptsl. aus Ren-Geweih)
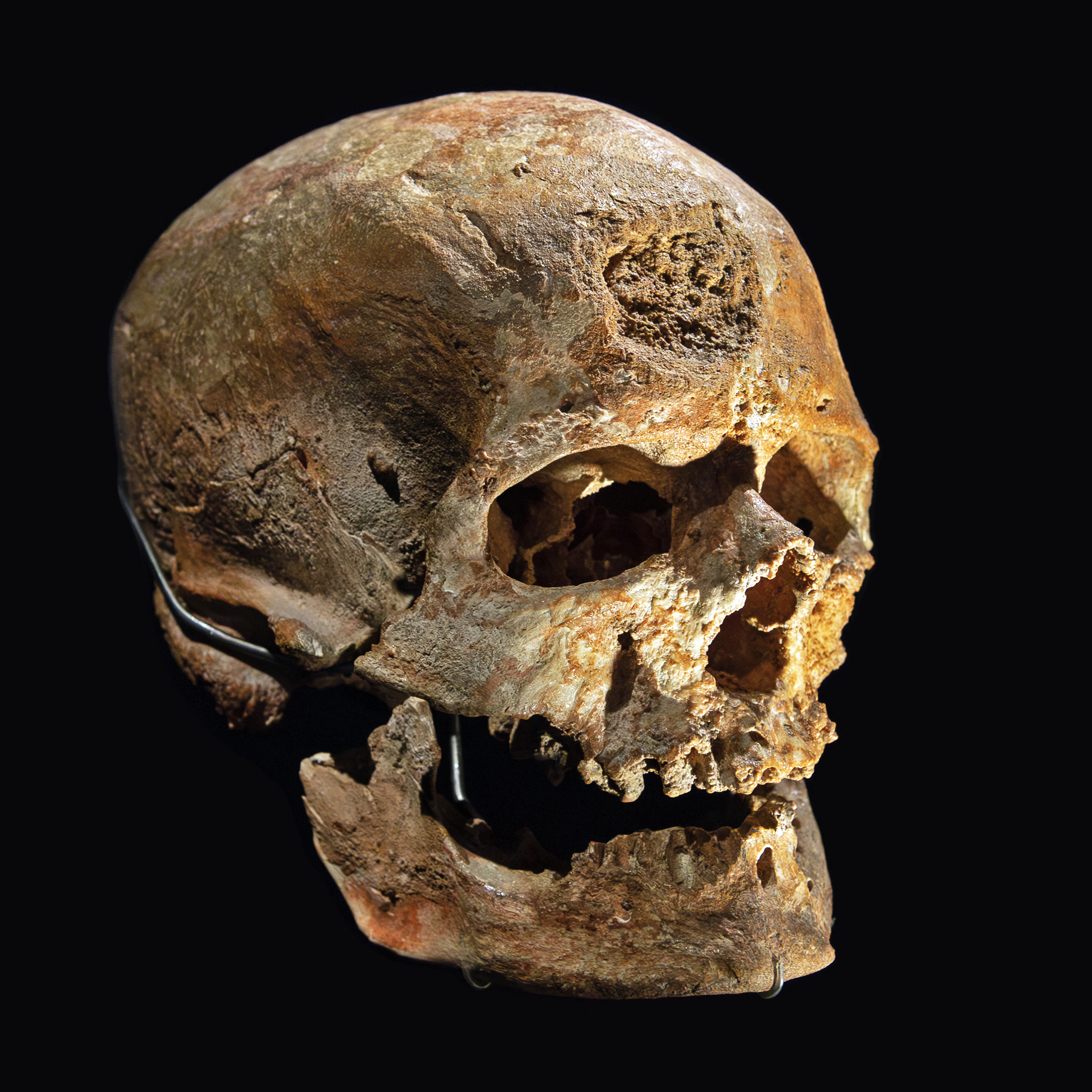
Schädel und Unterkiefer des Typusexemplars Cro-Magnon I
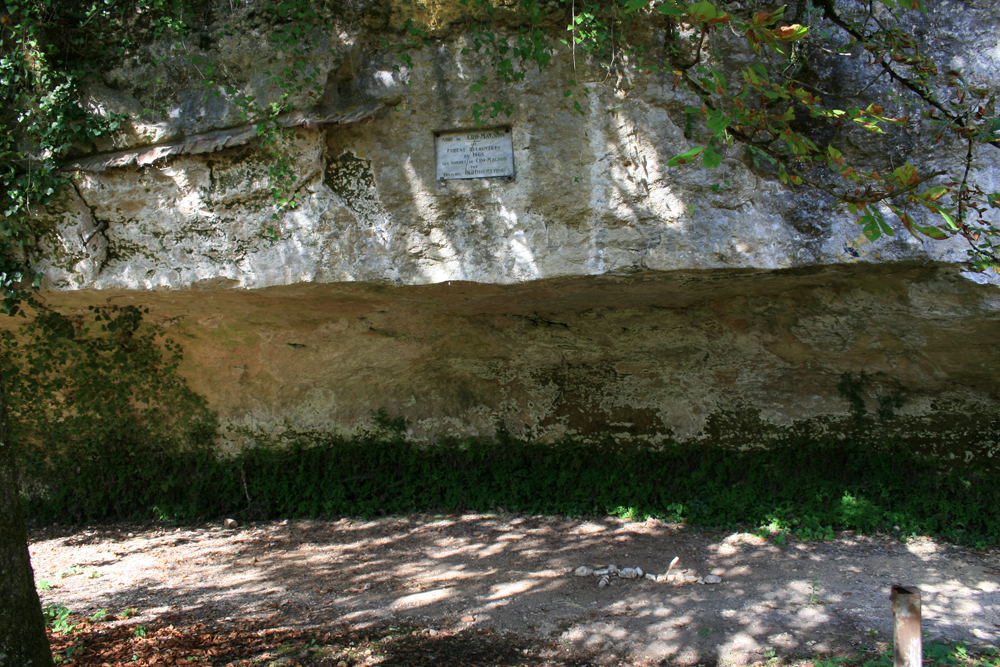
Blick von gegenüber (September 2008)
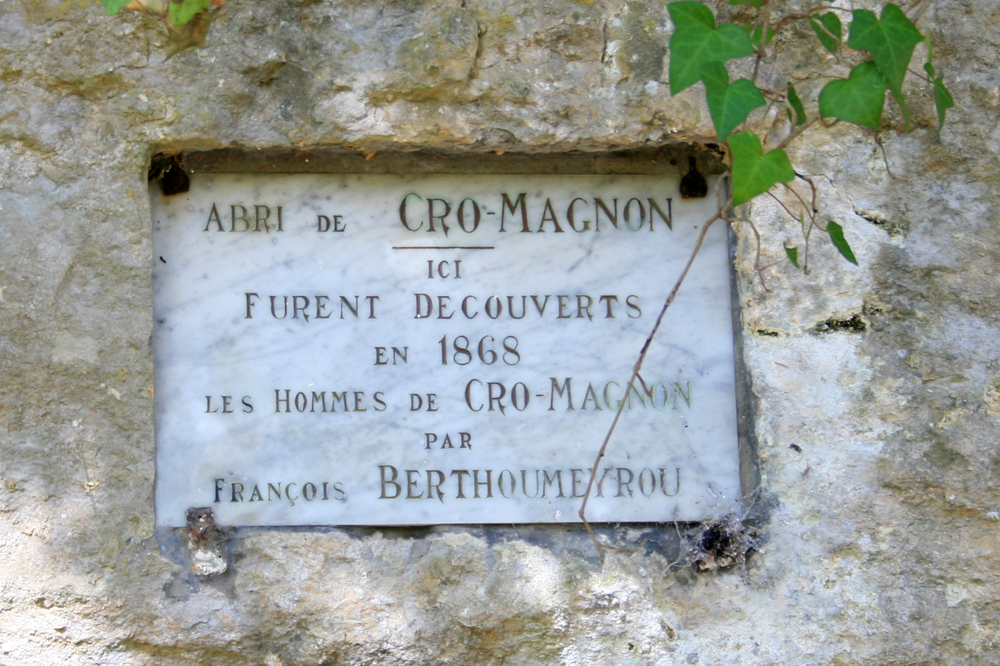
Tafel an der Fundstelle (September 2008)
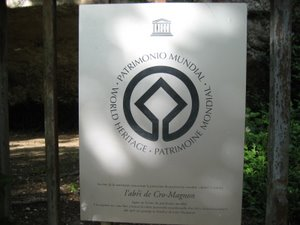
UNESCO-Welterbe-Plakat